# Paul Händler
Paul Händler (* 16. März 1833 zu Altenweddingen bei Magdeburg; † 15. August 1903 in Gadderbaum-Bethel, heute Bielefeld) war ein deutscher Historienmaler.

## Leben
Paul Händler wurde als dritter Sohn des Pfarrers Eduard Händler in Altenweddingen geboren. Er besuchte das Pädagogium zum Kloster Unser Lieben Frauen in Magdeburg. Anschließend studierte er an der Königlichen Akademie der Künste in Berlin sowie in den Jahren 1850 und 1852 an der Kunstakademie Düsseldorf. An der Düsseldorfer Akademie waren Christian Köhler und Karl Ferdinand Sohn seine Lehrer. 1853 nahm Julius Schnorr von Carolsfeld ihn als Atelierschüler an. Dort, in Dresden, widmete er sich vor allem der religiösen Historienmalerei, wobei er einen strengen religiösen Stil vertrat, den er durch ein leuchtendes Kolorit zu heben verstand.
Nachdem er 1859 eine Reise nach Rom und später nach Paris gemacht hatte, hielt er sich einige Zeit in Düsseldorf auf, lebte von 1861 bis 1867 in Dresden und ließ sich zuletzt in Berlin nieder, wo er 1872 Hilfslehrer an der Königlichen Kunstschule wurde. 1874 wurde er zum ordentlichen Lehrer für das Fach „Kirchliche Malerei“ bestellt und 1883 zum Professor ernannt. Am 18. Januar erhielt er den Roten Adlerorden IV. Klasse für „größere Malereien in vielen Kirchen und Sälen des In- und Auslandes“.
1860 heiratete Paul Händler Luise Hübener. Aus der Ehe gingen drei Kinder hervor: Marie, Paul und Walter.

## Werke
Religiöse Bilder von ihm finden sich seit 1861 in zahlreichen deutschen Kirchen, u. a.: 
- Christus am Kreuz in der Kirche zu Arnswalde (1861)
- Christus mit den Jüngern zu Emmaus in der Kirche zu Schlawa in Schlesien (1862)
- Kreuztragender Christus für die Garnisonkirche in Posen (1865)
- Wandmalereien in der Kirche zu Hillersleben bei Magdeburg (1867)
- Drei Glasfenster mit den Figuren Christus, Paulus und Petrus für die neuerbaute Kirche zu Herold (Ortsteil von Thum) im Erzgebirgskreis (1867), erwähnt im Katalog der Kunstausstellung Dresden 1867
- Der ungläubige Thomas für die Kirche zu Tribsees in Pommern (1868)
- Christus und Thomas für die Kirche in Tribsees in Vorpommern (1869)
- Kreuzigung für die Große Kirche in Dortmund-Aplerbeck (1871)
- Der Gekreuzigte für die Kirche in Altenweddingen (1871)
- Die Auferstehung für die Kirche zu Altenweddingen (1871)
- Kreuzigung für die Kirche in Gnoien (Landkreis Rostock) (1871)
- Ecce homo (1872) seit etwa 1880 in der Dorfkirche in Berlin-Karow
- Auferstehung für die Kirche in Moabit bei Berlin (1872)
- Christus mit Petrus auf dem Meere, für den Kolberger Dom (1876)
- Wachsfarbenmalerei in der Aula des Domgymnasiums zu Magdeburg
  - Die Predigt Pauli in Athen (1883)
  - Oelskizze fuer die Ausmalung "Die Verbrennung der paepstlichen Bulle in Wittenberg (1875)
  - Die Verbrennung der päpstlichen Bulle in Wittenberg (1883)
- Das Abendmahl – Christus und die Jünger zu Emmaus, Altarbild für die St. Stephanus-Kirche in Wilhelmshaven-Fedderwarden (1888)
- Ecce homo (Ganzfigur), für die alte Pfarrkirche in Berlin-Mahlsdorf (1899)
- Jesus und die Kinder (1890)
- 13 Gemälde: Der Auferstandene (verschollen), S. Petrus (verschollen), S. Andreas, S. Jacobus major, S. Johannes, S. Philippus, S. Bartholomäus Nathanael, S. Thomas, S. Matthäus, S. Jacobus minor, S. Taddäus Lebbäus, S. Simon Zelotes, S. Mathias - Alle für das Evangelische Johannesstift Berlin-Plötzensee (1896)

Weitere Werke:
- Kartons zu Glasfenstern für das Mausoleum des Prinzen Albert in Frogmore bei Schloss Windsor (1866)
- Die Einwohner Berlins auf dem Schlachtfeld von Großbeeren am Morgen des 24. August 1813 beim Feiern und Versorgen der siegreichen Landwehr und der Verwundeten. Auf Anhöhe der stürmisch umringte Generalfeldmarschall von Blücher zu Pferd und die Leibhusaren des Majors von Sandrart. Rechts der Zug der gefangenen Franzosen und das brennende Dorf (1866)
- Junges Mädchen mit Blumen in Rom (1872)
- Heimkehrende Landsleute in der römischen Campagna (1873)
- Abschied des Cavaliers (o. J.)
- Der Sonntagsspaziergang (o. J.)